# ロスコー・ディッキンソン
ロスコー・ギルキー・ディッキンソン（英語: Roscoe Gilkey Dickinson, 1894年5月3日 - 1945年7月13日）は、アメリカ合衆国の化学者。X線結晶構造解析の研究で知られる。
カリフォルニア工科大学で化学教授を務め、ノーベル化学賞受賞者のライナス・ポーリングや、pHメーター考案者のアーノルド・オーヴィル・ベックマンなどの博士課程指導教官であった。
ディッキンソンはマサチューセッツ工科大学で学部課程を終えた後、1920年に Throop College of Technology （現在のカリフォルニア工科大学）で博士号を取得した。ディッキンソンはカリフォルニア工科大学で博士号を取った最初の人物である。博士論文では、水鉛鉛鉱、灰重石、塩素酸ナトリウム、臭素酸ナトリウムの結晶構造を研究した。彼の博士課程指導教官はアーサー・エイモス・ノイズであった。

## 師弟関係
- ロカボネラ (Rocabonela, 1386-1459)
- ペローペ (Pelope)
- ニコロ・ダ・ロニーゴ (Nicolo da Lonigo, 1428-1524) (MD 1453, Padua)
- アントニオ・ムーサ・ブラサボラ (Antonio Musa Brasavola. 1500-1555) (MD 1520, Ferrara)
- ガブリエレ・ファロピオ (Gabriele Falloppio, 1523-1562) (MD 1548, Ferrara)
- ジローラモ・ファブリチ (Girolamo Fabrici, 1533-1619) (MD 1559, Padua)
- アドリアン・ヴァン・デン・スピーゲル (Adriaan van den Spieghel, 1578-1625) (MD 1603, Padua)
- ヴェルナー・ロルフィンク (Werner Rolfinck, 1599-1673) (MD 1625, Padua)
- ゲオルグ・ヴォルフガング・ヴェーデル (Georg Wolfgang Wedel, 1645-1721) (MD 1669, Jena)
- ヨハン・アドルフ・ヴェーデル (Johann Adolph Wedel, 1675-1747) (MD 1697, Jena)
- ゲオルグ・エルンハルト・ハンベルガー (Georg Erhardt Hamberger, 1697-1755) (MD 1721, Jena)
- クリストフ・アンドレアス・マンゴルト (Christoph Andreas Mangold, 1719-1767) (MD 1751, Erfurt)
- エルンスト･ゴットフリート・バルディンガー (Ernst Gottfried Baldinger, 1738-1804) (MD 1760, Jena)
- ヨハン・クリスティアン・ヴィーグレップ Johann Christian Wiegleb (1732-1800) (Apothecary 1765, Langensalza)
- ヨハン・フリードリヒ・アウグスト・ゴットリンク (Johann Friedrich August Gottling, 1753-1809) (Apothecary 1775, Langensalza)
- カール・フリードリヒ・ヴィルヘルム・ゴットロープ・カストナー (Karl Friedrich Wilhelm Gottlob Kastner, 1783-1857) (PhD 1805, Jena)
- ユストゥス・フォン・リービッヒ男爵 (Baron Justus von Liebig, 1803-1873) (PhD 1822, Erlangen)
- カール・シュミット (Carl Schmidt, 1822-1894) (PhD 1844, Giessen)
- フリードリヒ・ヴィルヘルム・オストヴァルト (Friedrich Wilhelm Ostwald, 1855-1932) (PhD 1878, Dorpat)
- アーサー・エイモス・ノイズ (Arthur Amos Noyes, 1866-1936) (PhD 1890, Leipzig)
- ロスコー・ギルキー・ディッキンソン (Roscoe Gilkey Dickinson, 1894-1945) (PhD 1920, Caltech)
- ライナス・カール・ポーリング (Linus Carl Pauling, 1901-1994) (PhD 1925, Caltech)